# Musculus constrictor vestibuli
Der Musculus constrictor vestibuli ist ein Skelettmuskel bei Säugetieren, der den Scheidenvorhof (Vestibulum vaginae) verengt. Er entspringt bei Stute und Kuh vom bauchseitigen Rand des Musculus levator ani, bei der Stute auch aus dem Septum perineale und dem Musculus retractor clitoridis. Bei Raubtieren und Schafen entspringt er aus dem Musculus sphincter ani externus. Die Musculi constrictores vestibuli umfassen den Scheidenvorhof und vereinigen sich bauchseitig in einer Aponeurose. Darüber hinaus gibt es, tierartlich variierend, Ansätze am Scheidenvorhof, am Kitzler und am Diaphragma urogenitale.
Siehe auch: Musculus constrictor vulvae